# Kostel Panny Marie Matky církve
Kostel Panny Marie Matky církve je římskokatolický kostel vybudovaný v roce 1995 v Proseči, části obce Březina v okrese Brno-venkov. Jde o filiální kostel ve farnosti Křtiny.

## Historie kaplí v obcích Březina a Proseč
Obě vesnice, jak Březina, tak Proseč, měly své kaple, které se nazývaly "zvonice". V Březině stála vedle dnešního obecního úřadu a byla v roce 1912 zbourána. Na návsi v Proseči stávala zvonice starého typu (dle obecní kroniky) až do roku 1891. V tom roce zámožný soukromník Pavel Malota, rodák tovačovský, mající zde své příbuzné, nechal svým nákladem zvonici opravit na kapli s oltářem. Farní kronika tento zápis doplňuje: Dne 12. srpna 1894 byla posvěcena P. Dominikem Kocmanem, rodákem prosečským. Kázání měl světitel. Při úpravě silnice v roce 1935 byla kaplička přestavěna dále od silnice. V zápisech se nachází tato informace: Tato kaple byla postavena za přispění Ministerstva sociální péče a občanů zdejší obce, ku zmírnění nezaměstnanosti vzniklé hospodářskou krizí po 1. světové válce. Uvnitř byl oltář se soškou Panny Marie, se kterou chodily družičky na pouť do Sloupu. Do té doby se u kapličky konávaly májové a jiné pobožnosti. Dne 24. dubna 1976 byla kaple zdemolována. Zvon byl demontován a uložen na obecním úřadě. Váží 78 kg. Na plášti jsou dva reliéfy – sv. Florián a sv. Jan a Pavel. Dále nápis: Liborius Martinu in Brinn 1774.
Po zbourání kaple bylo přislíbeno postavit novou a v ní umístit starobylý zvon.

## Historie kostela
Po roce 1980 byl farní úřad ochoten postavit novou zvonici v parku vedle obecního úřadu. V listopadu 1989 přišla sametová revoluce a bylo vysloveno přání postavit větší kapli s možností sloužit v ní mši svatou. Základní kámen posvětil papež Jan Pavel II. při své návštěvě na Velehradě 22. dubna 1990. Plán kaple vypracoval architekt Ladislav Müller z Brna. Stavba byla zahájena 1. června 1993.
V neděli 5. září 1993 za účasti generálního vikáře Jiřího Mikuláška byl vložen do zdiva základní kámen. Za kámen do zdiva byl vložen pamětní list, několik mincí, pohlednice, obrázky a další. V neděli 21. srpna 1994 posvětil biskup Vojtěch Cikrle starobylý zvon, který byl zároveň zavěšen do vrcholu střechy. Dne 2. července byl posvěcen věžní kříž, do báně byly vloženy zápisy a dokumenty, a pozlacený kříž s bání byl umístěn na vrchol kaple. Světil místní děkan P. Tomáš Prnka.
Dne 17. září 1995 posvětil biskup Cikrle oltář i kostel, akce se zúčastnilo na tři tisíce lidí.

## Architektura

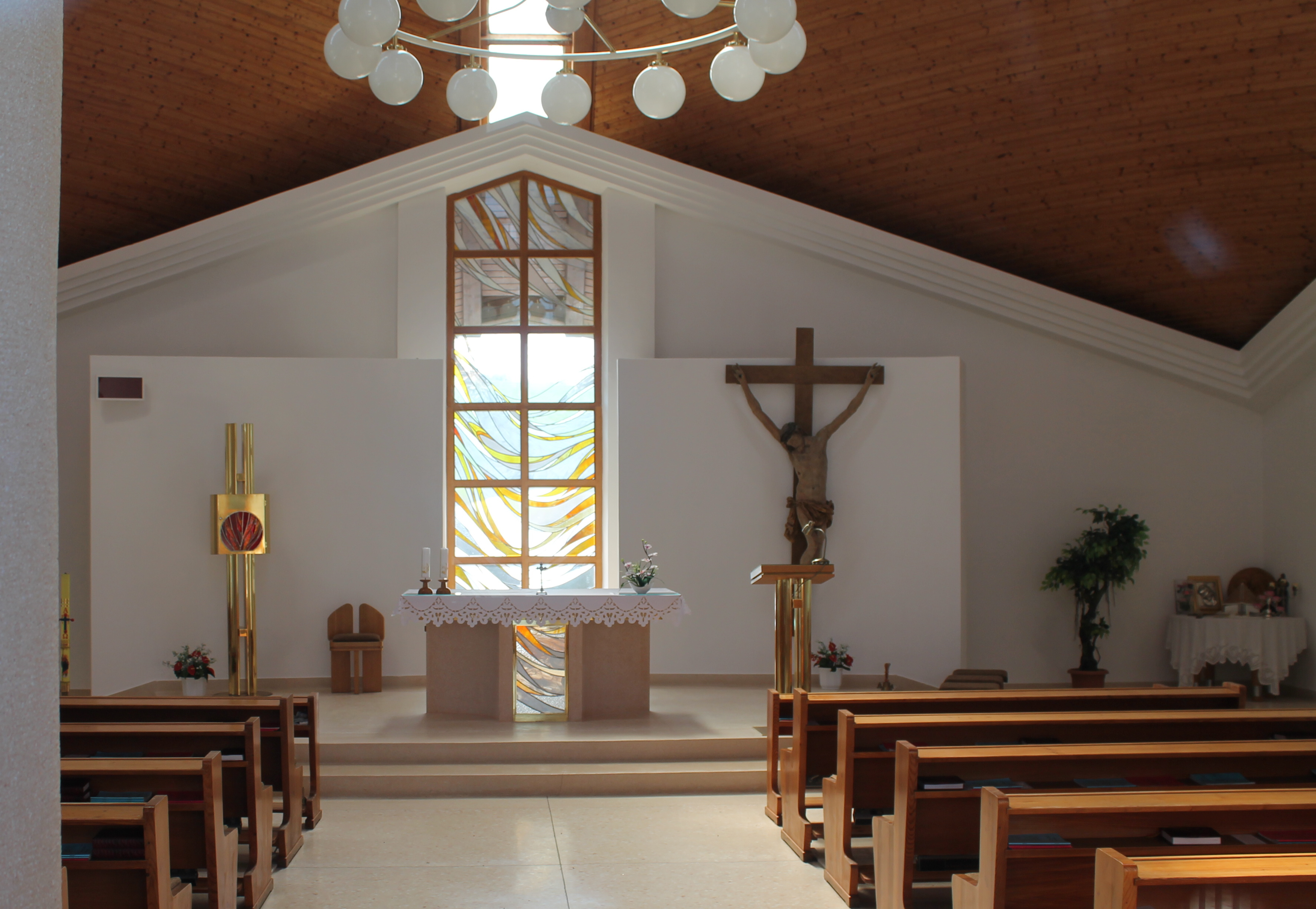
Interiér kostela

Stavba se stala dominantou celé vesnice. Půdorys kostela má tvar čtverce. Střechu tvoří čtverhranný jehlan. Architekt zvolil podobu stanu. Má připomínat Boží stánek, který provázel lid Starého zákona do země zaslíbené. Stejně tak má nový kostel pomáhat věřícím na cestě k věčné spáse. Pozemek, na kterém kostel stojí, má starobylý název „Nad krbem“. Nedaleko je studánka, kde vždy bylo dost pitné vody, a tam se říká „U krbu“.
Některé části vitráží připomínají andělské perutě. V některých částech jsou vitráže téměř průhledné. Vnitřek kostela není tak pohledově izolován od svého okolního prostředí, ale opticky a duchovně může "vyzařovat" i navenek. Zajímavě je vytvořeno i věčné světlo. Tvoří jej barevný kotouč ve dvířkách svatostánku. Působí jako vycházející slunce.

## Zasvěcení
Kostel je zasvěcen Panně Marii Matce církve. Je to ojedinělý mariánský titul. Pokoncilní církev jej zařadila do misálu i do litanie loretánské. Motivem uměleckých vitráží je motiv ochranného pláště Panny Marie. Ze tří stran obepínají celý kostel a dodávají interiéru slavnostní zlatavé světlo.

## Bohoslužby
Bohoslužby se zde konají každou středu odpoledne a v zimním období (listopad až duben) také v neděli v 9:00.